# 이수라
이수라(일본어: 異修羅)는 케이소가 쓴 일본의 라이트 노벨 시리즈이다. 소설 게시 웹사이트인 카쿠요무와 소설가가 되자에서 시작되었으며, 전격의 신 문예 각인으로 쿠레타의 일러스트와 함께 시리즈를 출판한 아스키 미디어 웍스에 인수되었다. 2023년 10월 현재 8권이 발매되었다. 메구리의 일러스트가 포함된 만화 각색이 2021년 3월부터 코단샤 월간 소년 매거진에 연재를 시작했다. 2021년 12월 현재 해당 챕터가 2권으로 정리되었다. 파시오네와 산지겐이 제작한 애니메이션 TV 시리즈는 2024년 1월부터 3월까지 제1기로 방송되었다. 제2기는 2025년 1월부터 방송될 예정이다.

## 줄거리
마왕이 죽었다. 그러나 그를 쓰러뜨릴 수 있는 반신과 같은 사람들인 "슈라스"의 무리는 남아 있으며 이제는 그들이 원하는 것은 무엇이든 사실상 자유롭게 할 수 있으며, 일부는 정복자가 되고 다른 일부는 주변 세계에 무관심하게 방황한다. 그리하여 마왕을 죽인 자의 정체가 수수께끼인 가운데, 이들 챔피언들은 이제 누가 최강자인가를 가리고 '진정한 영웅'이라는 칭호를 얻기 위해 서로 갈등을 일으키고 있다.